# Tu viện Lubiąż

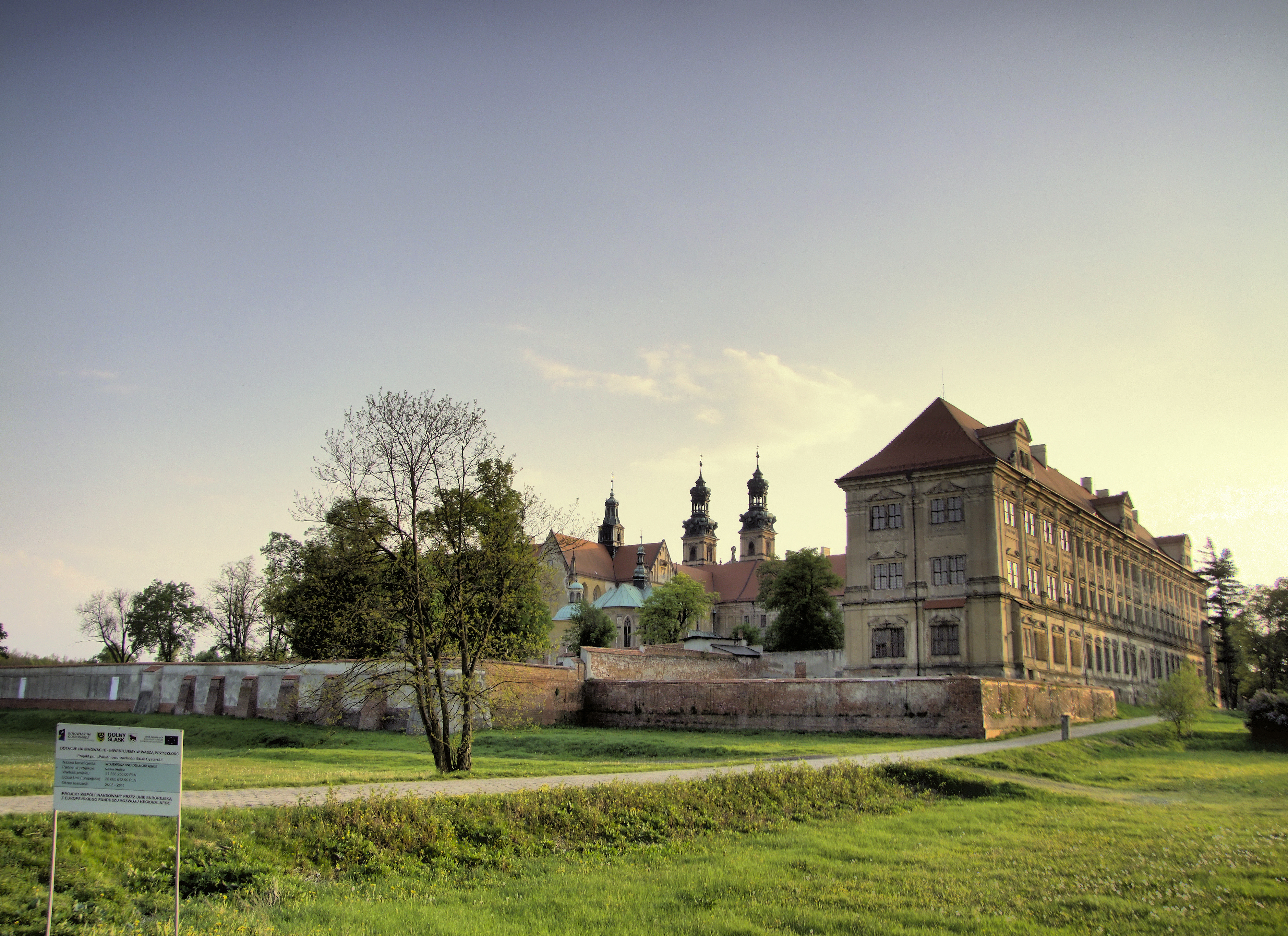
Nhìn bao quát tu viện

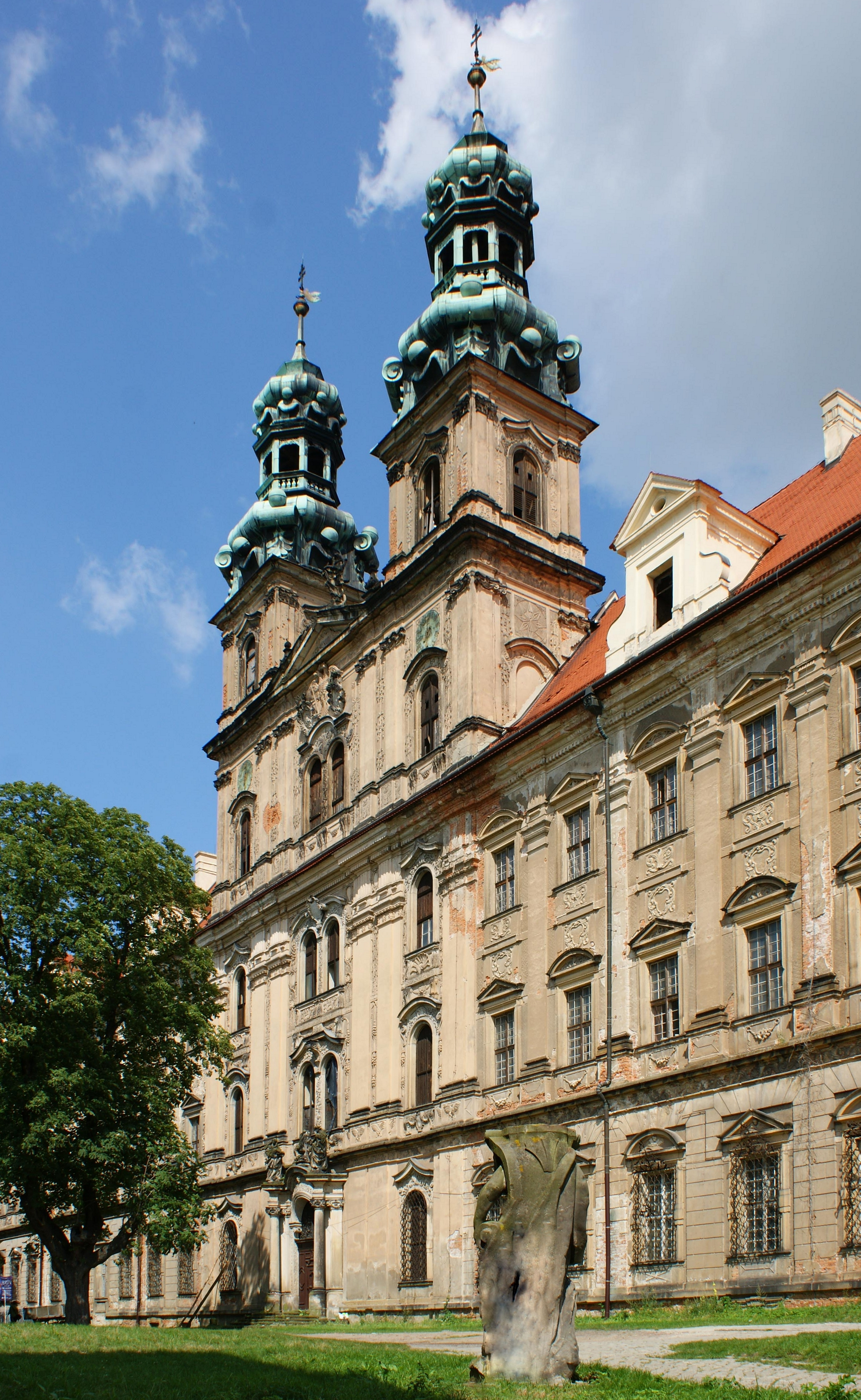
Nhà thờ tu viện St Mary

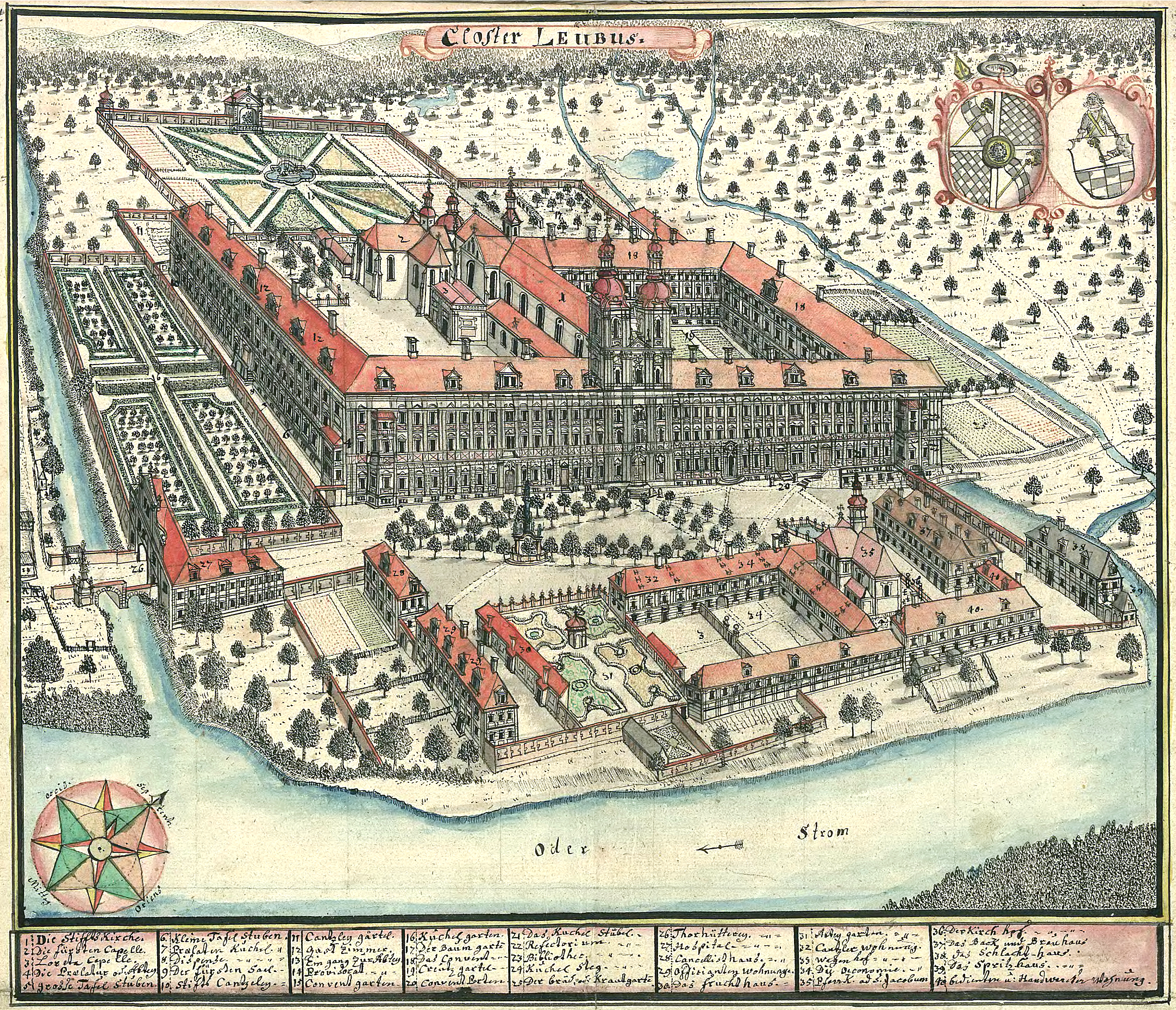
Hình vẽ tu viện thế kỷ 18

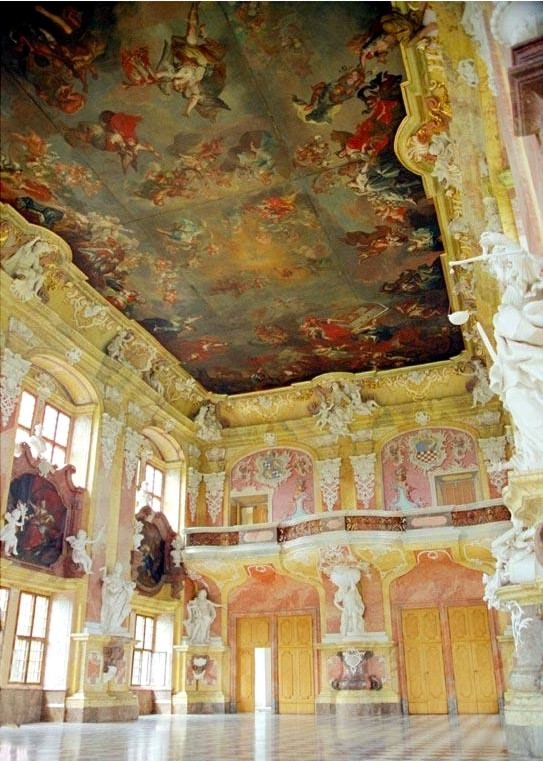
Phía tây của Đại sảnh Prince

Tu viện Lubiąż (tiếng Đức: Kloster Leubus; tiếng Ba Lan: Opactwo cystersów w Lubiążu), còn được gọi bằng tiếng Anh là Leubus Abbey, là một tu viện dòng Xi-tô cũ ở Lubiąż, Lower Silesian Voivodeship ở tây nam Ba Lan, nằm ở khoảng 54 km (34 mi) về phía tây bắc của Wrocław. Tu viện được thành lập vào năm 1175, là một trong những quần thể kiến trúc Kitô giáo lớn nhất trên thế giới và được coi là một kiệt tác của kiến trúc Baroque Silesian.

## Miêu tả
Diện tích của các mái nhà là khoảng 25.000 mét vuông. Mặt tiền của tu viện dài là 223 m (732 ft), là mặt tiền dài nhất ở châu Âu sau tu viện El Escorial ở Tây Ban Nha. Trong các hầm mộ là 98 xác ướp được bảo quản tốt của các công tước xứ Silesian.
Được xây dựng qua nhiều thế kỷ,  Tu viện Lubiąż là tu viện lớn nhất thế giới - hiện được xếp hạng cao nhất ("0") trong số các địa danh của di sản văn hóa thế giới.

## Lịch sử
Tu viện nằm gần một bờ sông bên kia sông Oder, nơi một tu viện Benedictine và nhà thờ Saint James có thể đã được thành lập vào khoảng năm 1150, nhưng đã bị bỏ hoang trước năm 1163. Vào thời điểm đó, khu vực này thuộc về Công tước xứ Silesia, do Công tước Bolesław III Wrymouth của Ba Lan để lại cho con trai cả của ông là Władysław II vào năm 1138. Trong một cuộc xung đột huynh đệ của triều đại Piast Ba Lan, Władysław đã bị em trai của mình trục xuất và phải trốn đến Altenburg dưới  Đế chế La Mã thần thánh. Tuy nhiên, với sự giúp đỡ của Hoàng đế Frederick Barbarossa -Friedrich I của Đế quốc La Mã Thần thánh, các con trai của ông đã lấy lại được tài sản thừa kế ở Silesian của họ vào năm 1163.
Con trai cả của Władysław, Công tước Bolesław I the Tall, đã sống lưu vong nhiều năm ở Đức. Khi ông nắm quyền cai trị Lower Silesia, ông đã mời các tu sĩ dòng Xít từ Tu viện Pforta trên sông Saale tới (ở Thuringia ngày nay) và sắp xếp họ ở Lubiąż, đánh dấu sự có mặt lần đầu tiên của họ ở Silesia. Tổ hợp tu viện đầu tiên được xây dựng cho đến năm 1175, khi Công tước Bolesław I ban hành bộ điều lệ cơ bản chính thức tại Lâu đài Grodziec. Thông qua các công trình thoát nước, các nhà sư khai hoang trên vùng đất đầm lầy của tu viện, thực hiện luân canh ba cánh đồng và trồng những vườn nho. Những nỗ lực của họ đã thành công và đánh dấu sự khởi đầu của công cuộc mở rộng lãnh thổ về phía đông của Đức (Ostsiedlung) thời trung cổ đến Silesia.
Khoảng 1200 nhà thờ tu viện được xây dựng lại, và vào thời điểm đó, tòa nhà Brick Gothic đầu tiên được xây ở vùng đất này. Khi Công tước Bolesław I qua đời năm 1201, ông được chôn cất tại đây. Leubus tiếp tục phát triển dưới sự cai trị của con trai ông - Công tước Henry I the Bearded và người vợ Hedwig of Andechs. Năm 1202, hai vợ chồng thành lập Tu viện Trzebnica, năm 1220, nó trở thành tu viện cho nữ tu Leubus theo lệnh của Giáo hoàng Honorius III. Tiếp theo là việc thành lập của Tu viện Mogiła (ngày nay là một phần của Nowa Huta) ở Lesser Ba Lan vào năm 1222 và Tu viện Henryków vào năm 1227. Năm 1249, các tu sĩ của Leubus đã tiếp quản tu viện Augustinian cũ của Kamieniec. Năm 1256, một tu viện tại Byszewo, Kuyavia được thành lập, sau đó chuyển đến Koronowo vào năm 1288.
Từ 1249 đến 1844, nơi này giữ đặc quyền thị trấn. Vào năm 1327, công tước xứ Silesian Henry VI the Good tuyên bố mình là chư hầu của vua John xứ Bohemia. Khi ông chết mà không có người thừa kế nam vào năm 1335, vùng đất của ông bao gồm Leubus rơi vào tay Vương quốc Bohemia. Khu vực tu viện bị tàn phá bởi Chiến tranh Hussite. Các nhà sư bị trục xuất bởi Công tước hiếu chiến Jan II the Mad năm 1492, người đã biến tu viện thành một ngôi nhà thợ săn. Người tu dòng Xi-tô không thể trở lại cho đến khi Jan II nghỉ hưu và Frankfurt an der Oder ở Brandenburg lên nắm quyền. Vào thế kỷ 16, tu viện phải đối mặt với cuộc Cải cách Tin lành và sự kế thừa Vùng đất của Bohemian Crown bởi Gia tộc Habsburg của Áo. Trong Chiến tranh ba mươi năm, Leubus đã bị quân đội Thụy Điển chiếm đóng và cướp bóc vào năm 1638.
Họa sĩ Michael Willmann, sau khi chuyển đổi tôn giáo sang Giáo hội Công giáo, đã được tu viện bảo trợ từ khoảng năm 1660.
Người Xitô đã bị trục xuất khỏi Lubiąż vào năm 1810 bởi vua Frederick William III của nước Phổ.
Trong Thế chiến II, các tòa nhà của tu viện cũ đã được sử dụng để làm các phòng thí nghiệm nghiên cứu bí mật và các cơ sở sản xuất, góp phần phát triển các thành phần làm radar (của Telefunken). Đây cũng là nơi tọa lạc của một công ty tên là "Schlesische Werkstätten Dr. Fürstenau & Co.,. H. ". Tu viện này sau đó trở thành nơi diễn ra các hoạt động sản xuất động cơ cho tên lửa V1 và V2 (sử dụng tù nhân để lao động). Vào cuối cuộc chiến, tu viện cũ là nơi ở cho Hồng quân, và sau đó trở thành một bệnh viện tâm thần của quân đội Nga. Tu viện bị thiệt hại đáng kể (ví dụ, đồ đạc bằng gỗ đã bị đốt trong bếp lò). Sau đó, nơi này bị bỏ hoang trong nhiều thế kỷ.
Từ năm 1989, tu viện đã được cải tạo và trở thành một điểm đến du lịch quan trọng. Mỗi năm vào đầu tháng 6, một Lễ hội văn hóa gọi là Nghệ thuật SLOT, được tổ chức tại đây.

## Nơi an táng
- Bolesław I the Tall
- Michael Willmann

## Thư viện ảnh

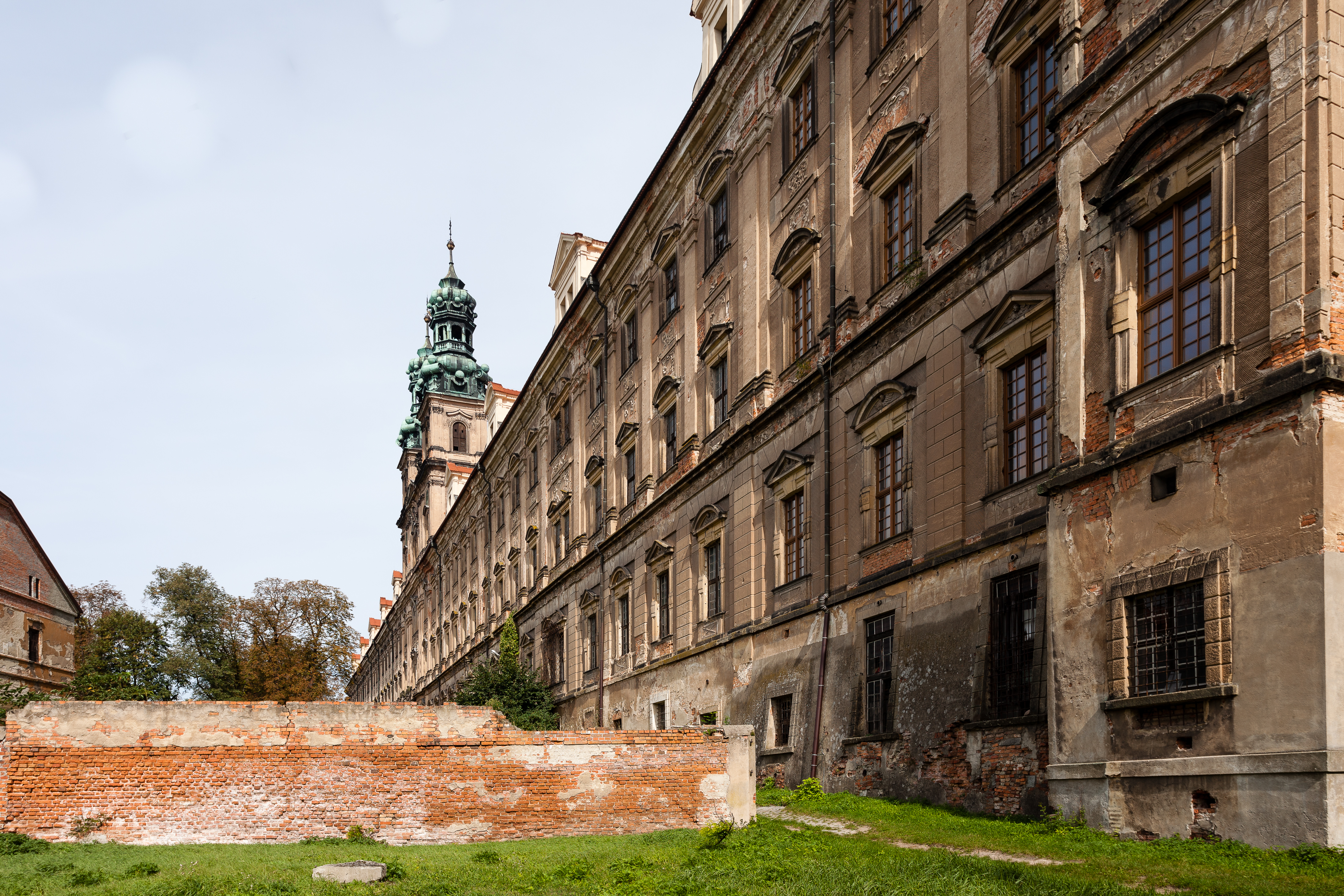
Mặt tiền chính
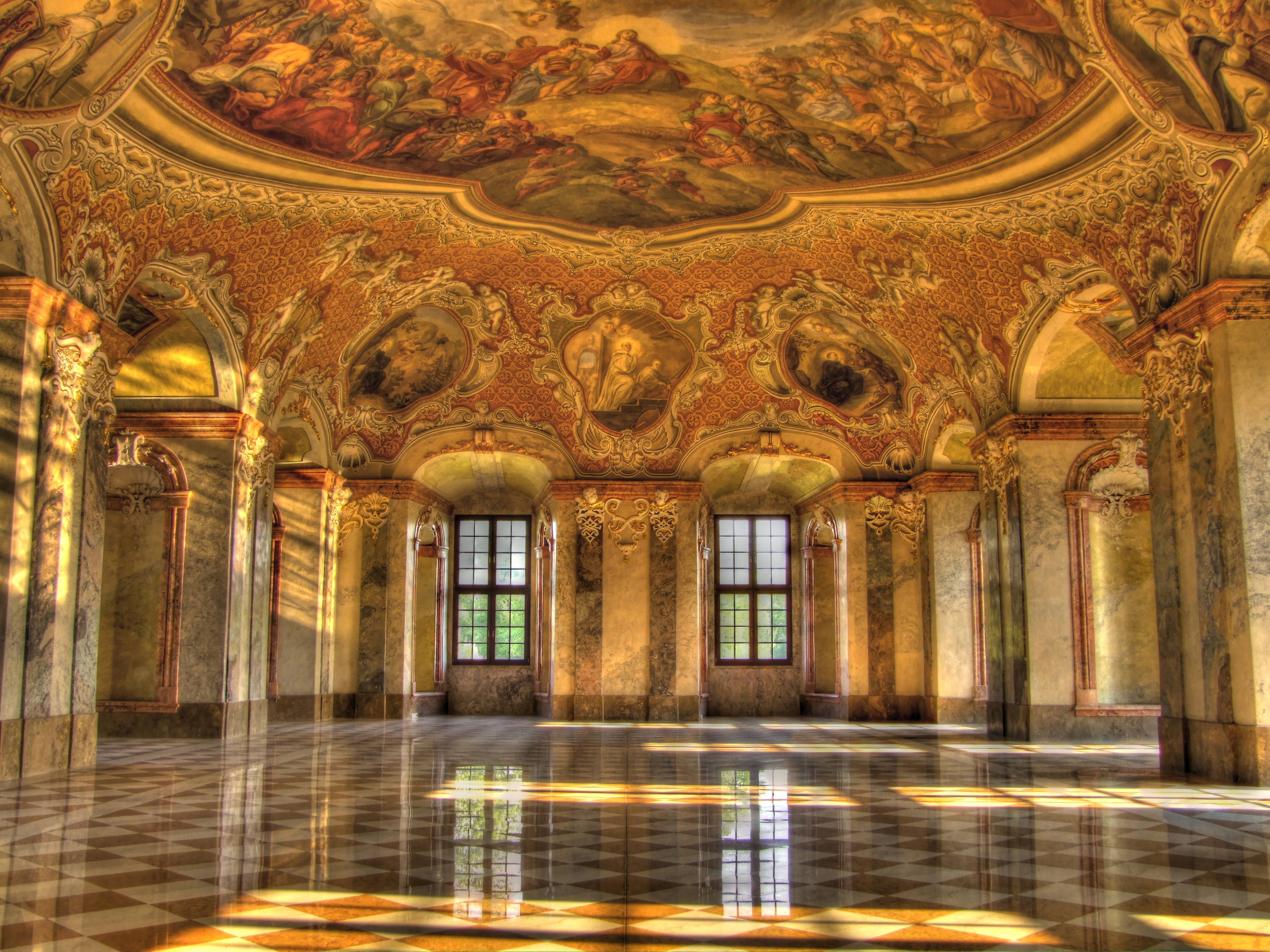
Phòng ăn chính
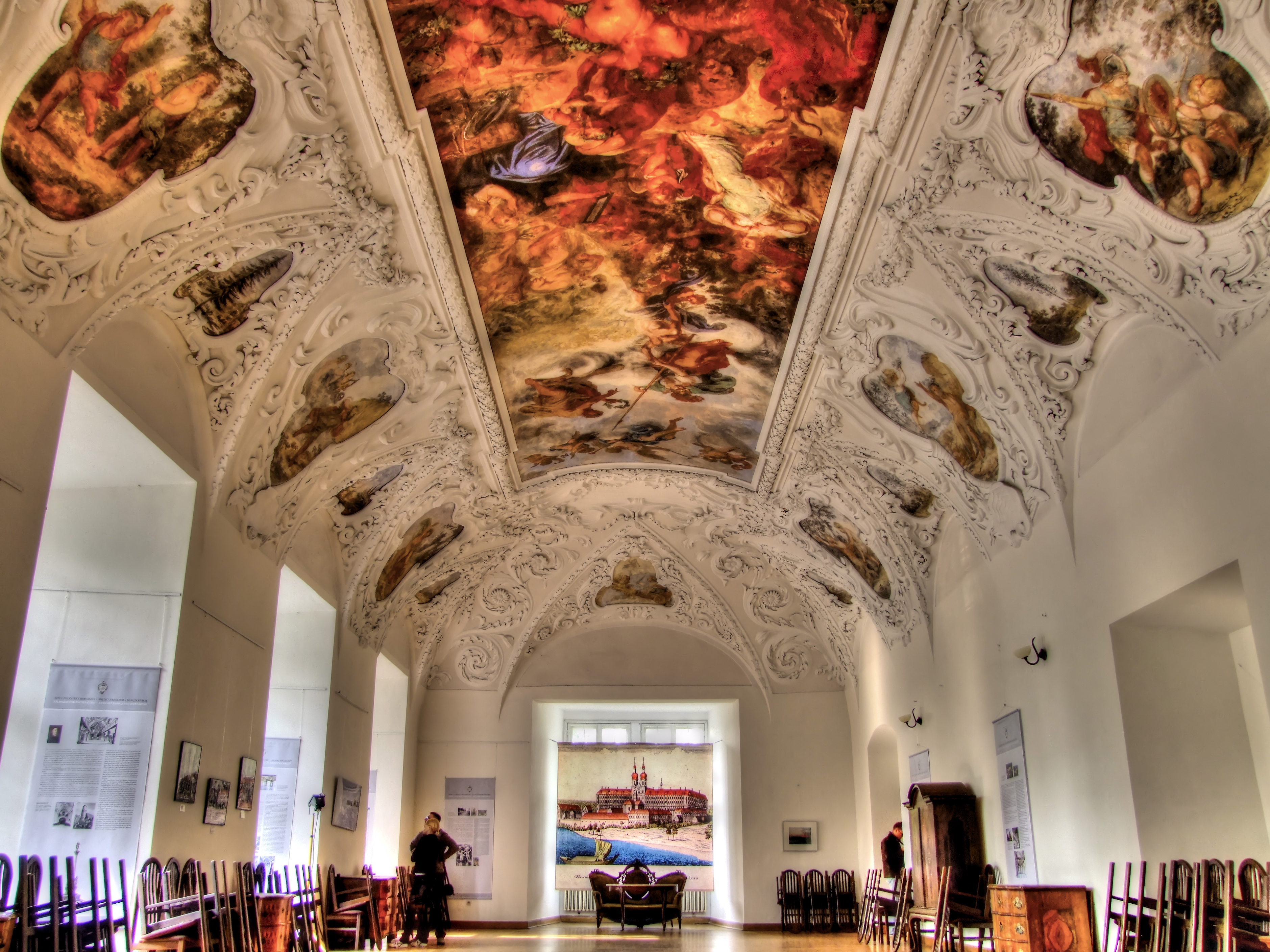
Phòng ăn Mùa hè
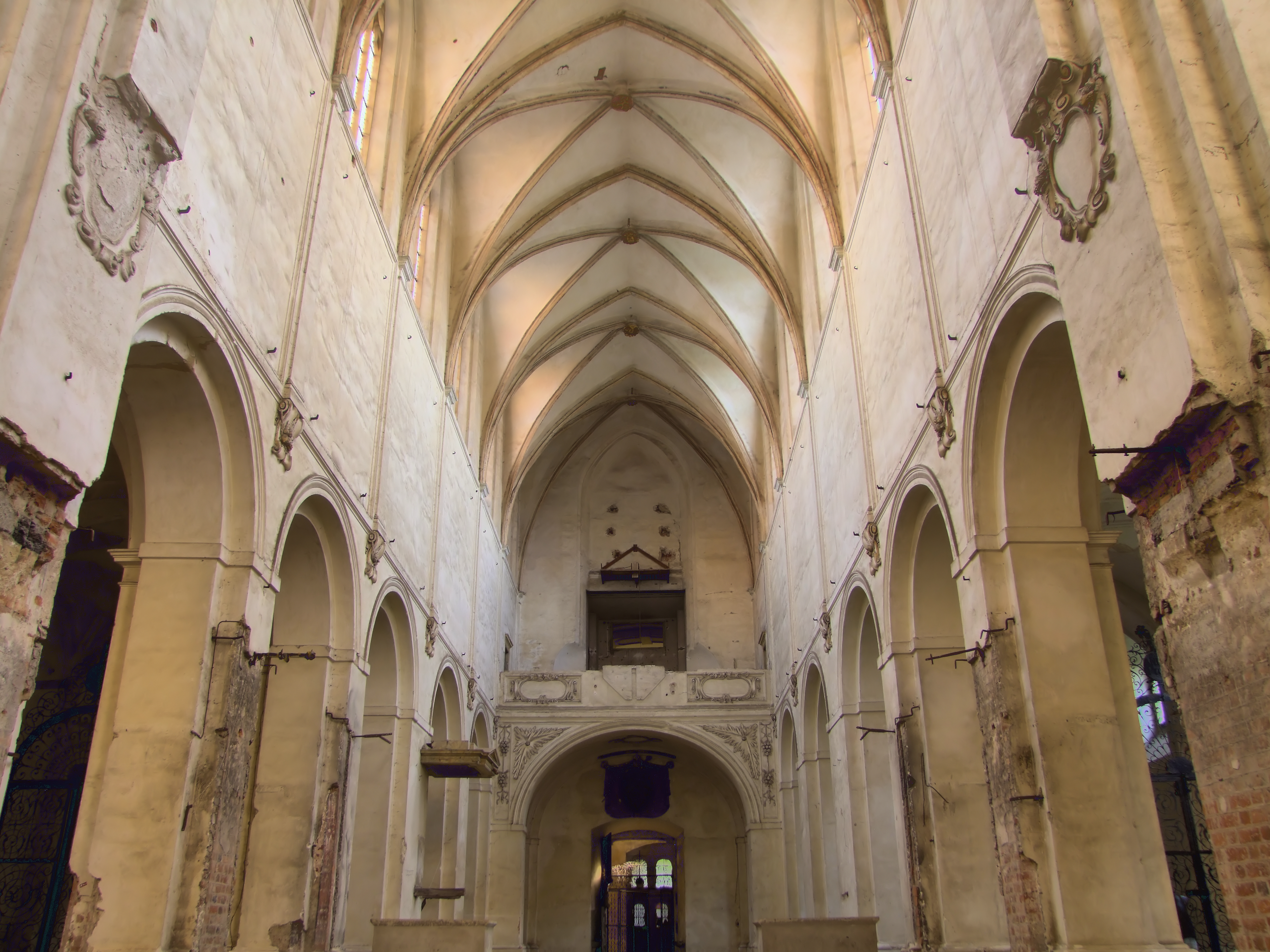
Nội thất nhà thờ
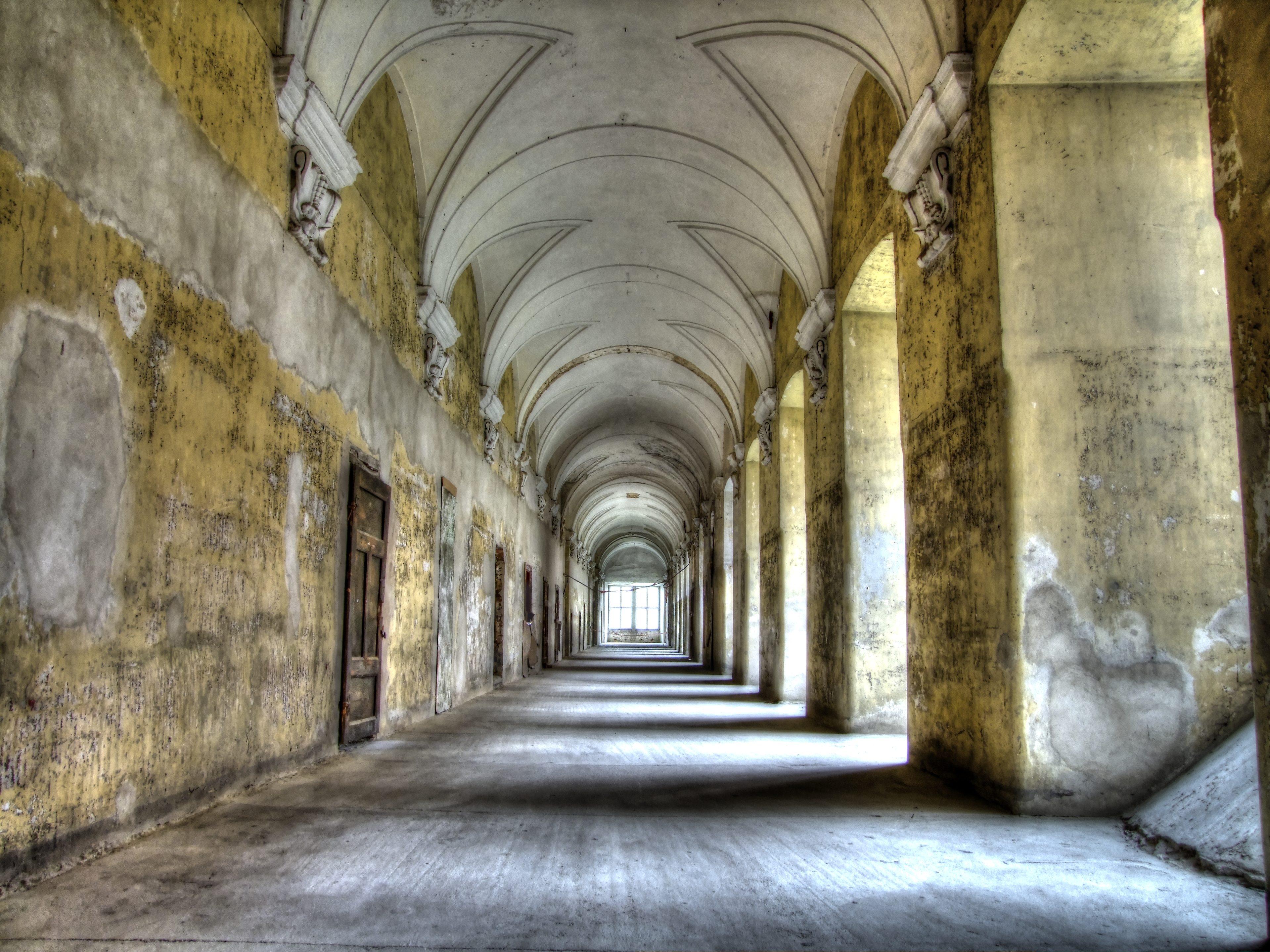
Hành lang

Ghi công
Bản mẫu:Catholic "Leubus"   . Bách khoa toàn thư Công giáo. New York: Robert Appleton. 